# 온라인 카지노
온라인 카지노(Online casino), 가상 카지노, 인터넷 카지노는 기존의("오프라인") 카지노의 온라인 버전이다. 온라인 카지노는 도박꾼들이 인터넷을 통해 카지노 게임을 플레이하고 베팅할 수 있도록 한다. 이는 온라인 도박의 일반적인 형태이다.
일부 온라인 카지노는 슬롯 머신 게임에 대해 더 높은 환급률을 주장하며, 일부는 자신들의 웹사이트에 지불률 감사 보고서를 게시한다. 온라인 카지노가 적절하게 프로그래밍된 유사난수 생성기를 사용한다고 가정할 때, 테이블 게임인 블랙잭과 같은 게임은 정해진 하우스 에지를 가진다. 이 게임들의 지불률은 게임 규칙에 의해 정해진다.

## 종류
온라인 카지노는 사용하는 소프트웨어에 따라 크게 웹 기반과 다운로드 전용 카지노의 두 가지 범주로 나뉜다. 전통적으로 온라인 카지노는 두 가지 플랫폼 중 하나만 포함했다. 그러나 기술 발전으로 인해 이제 온라인 카지노는 둘 다 수용할 수 있다.

### 웹 기반
웹 기반 온라인 카지노(노다운로드 카지노라고도 함)는 사용자가 자신의 로컬 컴퓨터에 소프트웨어를 다운로드하지 않고도 카지노 게임을 플레이할 수 있는 웹사이트이다. 모든 그래픽, 사운드, 애니메이션이 웹을 통해 로드되므로 원활한 게임 경험을 위해서는 안정적인 인터넷 연결이 필요하다. 대부분의 온라인 카지노는 HTML 인터페이스를 통해 게임 플레이를 허용하며, 이전에는 플래시 플레이어, 쇼크웨이브 플레이어 또는 자바와 같은 브라우저 플러그인을 통해 이루어졌다.

### 다운로드 기반
다운로드 기반 온라인 카지노는 제공되는 카지노 게임을 플레이하고 베팅하기 위해 소프트웨어 클라이언트를 다운로드해야 한다. 온라인 카지노 소프트웨어는 카지노 서비스 제공업체에 연결되어 브라우저 지원 없이 연락을 처리한다. 다운로드 기반 온라인 카지노는 그래픽 및 사운드 프로그램이 인터넷에서 로드될 필요 없이 소프트웨어 클라이언트에 의해 캐시되므로 일반적으로 웹 기반 온라인 카지노보다 빠르게 실행된다. 반면에 카지노 소프트웨어의 초기 다운로드 및 설치는 시간이 걸린다. 인터넷에서 어떤 것을 다운로드하는 것과 마찬가지로, 프로그램에 악성 소프트웨어가 포함될 위험이 있어 회의적인 카지노 플레이어들 사이에서는 인기가 덜하다.

### 앱 기반
앱 기반 카지노는 사용자가 스마트폰, 태블릿 및 기타 모바일 장치의 애플리케이션을 통해 도박 활동에 참여할 수 있도록 하는 디지털 플랫폼이다. 플레이어가 웹 브라우저를 통해 게임에 접속해야 하는 기존 온라인 카지노와 달리, 앱 기반 카지노는 전용 애플리케이션을 통해 보다 통합적이고 사용자 친화적인 경험을 제공한다. 이러한 카지노는 슬롯 머신, 테이블 게임, 라이브 딜러 게임을 포함하여 모바일 플레이에 최적화된 다양한 도박 옵션을 제공한다. 앱 기반 카지노의 등장은 모바일 기술에 대한 의존도 증가와 이동 중에도 접근 가능한 엔터테인먼트 옵션에 대한 수요를 반영한다. 이들은 다양한 관할권에서 운영되며, 공정성, 보안 및 책임감 있는 도박을 보장하기 위해 엄격한 규제 표준을 준수해야 한다. 앱 기반 카지노는 모바일 기술의 편리함과 카지노 게임의 즐거움을 결합하여 사용자가 언제 어디서든 좋아하는 도박 활동을 쉽게 즐길 수 있도록 함으로써 도박 산업에 혁명을 일으켰다.

## 게임

### 가상 게임
소프트웨어 기반 온라인 카지노 게임이라고도 불리는 이 게임들의 결과는 유사난수 생성기(PRNG) 소프트웨어를 사용하여 결정된다. 이 소프트웨어는 모든 카드 분배, 주사위 던지기 결과, 슬롯 머신이나 룰렛 휠 회전으로 생성되는 결과가 완전히 무작위적이고 예측 불가능하도록 보장한다. PRNG는 알고리즘으로 알려진 일련의 수학적 지침을 사용하여 진정한 무작위성을 부여하는 긴 숫자 스트림을 생성한다. 이는 진정한 난수 생성(컴퓨터는 외부 입력 소스 없이는 불가능함)과는 다르지만, 진정한 무작위성에 대한 가장 엄격한 요구 사항을 제외한 모든 요구 사항을 충족하는 결과를 제공한다.
메르센 트위스터와 같은 PRNG 알고리즘이 올바르게 구현되면 게임이 공정하고 예측 불가능하도록 보장한다. 그러나 일반적으로 플레이어는 소프트웨어의 내부 작동이 사용자에게 보이지 않기 때문에 하우스 에지를 늘리기 위해 조작되지 않았다는 것을 신뢰해야 한다. 적절하게 규제되는 온라인 카지노는 독립 규제 기관에 의해 외부적으로 감사되어 승률이 명시된 확률과 일치하는지 확인하며, 이는 플레이어가 규제 기관을 신뢰한다고 가정할 때 게임이 공정하다는 어느 정도의 보증을 제공할 수 있다.

### 라이브 딜러
라이브 딜러 카지노 게임은 소프트웨어 기반 게임과 완전히 반대이다. 룰렛 회전, 주사위 던지기 또는 카드 분배의 결과를 결정하기 위해 소프트웨어에 의존하는 대신, 이 게임들은 실시간 결과에 의존한다. 이는 게임이 육상 카지노 또는 육상 카지노를 모방하여 재현된 스튜디오에서 실시간으로 스트리밍되기 때문에 가능하다.
플레이어가 이 게임을 쉽게 플레이하고 육상 환경이 완전히 재현되도록 소프트웨어 개발자는 채팅 기능과 같은 혁신적인 기능을 포함한다. 이를 통해 플레이어는 딜러에게 메시지를 입력할 수 있으며 딜러는 구두로 응답할 수 있다. 라이브 채팅 기능은 카지노에서 정한 규칙에 따라 테이블에 앉은 다른 플레이어와 소통하는 데도 사용할 수 있다.
룰렛 휠 회전 결과 또는 카드 분배와 같은 딜러의 물리적 거래 결과는 광학 문자 인식(OCR) 기술을 통해 소프트웨어에서 활용할 수 있는 데이터로 변환된다. 이를 통해 플레이어는 가상 카지노 게임과 거의 동일한 방식으로 게임과 상호 작용할 수 있지만, 결과가 자동화된 프로세스가 아닌 실제 행동에 의해 결정된다는 점이 다르다.
이 게임들은 기술 및 인력에 대한 더 많은 투자를 포함하기 때문에 가상 게임보다 웹사이트에서 호스팅하는 데 훨씬 더 많은 비용이 든다. 라이브 카지노 스튜디오는 일반적으로 한 명 이상의 카메라맨, 다양한 게임을 운영하는 여러 크루피어, 기술적 문제에 신속하게 대처할 정보기술 관리자, 그리고 플레이어와 크루피어 간의 분쟁 발생 시 심판 역할을 하는 피트 보스를 고용한다.
대부분의 경우, 이는 라이브 스튜디오, 서버/소프트웨어실, 분석가실로 구성된 최소 3개 방이 필요하다. 이 방들의 구성은 카지노마다 다르며, 일부는 한 방에 여러 게임 테이블을 두고, 일부는 각 방에 단일 테이블을 둔다.
라이브 딜러 게임 운영과 관련된 높은 운영 비용은 온라인 카지노가 룰렛, 블랙잭, 다이사이, 바카라와 같은 가장 인기 있는 게임 몇 가지만 이 형식으로 제공하는 이유이다. 이에 비해 가상 게임과 관련된 운영 비용은 매우 낮으며, 온라인 카지노가 사이트에서 플레이어에게 수백 가지의 다양한 가상 카지노 게임을 제공하는 것은 드문 일이 아니다.
온라인 카지노는 라이브 게임 호스팅에 대한 접근 방식이 다르며, 일부는 자체 텔레비전 채널을 통해 라이브 게임을 제공하고, 다른 일부는 웹사이트를 통해서만 게임을 제공한다. TV로 중계되는 게임의 경우, 플레이어는 인터넷에 연결된 컴퓨터를 통해 베팅하는 대신 휴대 전화나 텔레비전 리모컨을 사용하여 베팅할 수 있는 경우가 많다. 온라인 카지노에서 제공되는 가장 일반적인 라이브 딜러 게임은 바카라, 블랙잭, 룰렛이다.

### 예시
온라인 카지노에서 제공되는 일반적인 도박 게임 선택은 다음과 같다.
- 바카라
- 블랙잭
- 크랩스
- 룰렛
- 다이사이
- 슬롯 머신
- 포커
- 키노
- 빙고

## 보너스
많은 온라인 카지노는 첫 입금 시 신규 플레이어에게 가입 보너스를 제공하며, 종종 이후 플레이에도 제공한다. 이러한 보너스는 일종의 마케팅으로, 카지노가 본질적으로 플레이어가 특정 최소 금액을 베팅하기로 약속해야 출금할 수 있도록 돈을 주는 대가로 비용(잠재적으로 정당화될 수 있는, 더 많은 돈을 입금하고 돌아올 수 있는 새로운 플레이어를 유치하기 위한)이 발생할 수 있다. 모든 카지노 게임은 하우스 에지를 가지고 있으므로, 베팅 요건은 플레이어가 보너스를 청구한 직후 카지노의 돈을 단순히 가져갈 수 없도록 보장한다. 이러한 베팅 요건은 일반적으로 플레이어가 입금하고 보너스를 청구하지 않은 경우와 마찬가지로 부정적인 기대를 가지도록 충분히 높게 설정된다.
카지노는 베팅 요건을 충족하는 특정 게임을 제한할 수 있는데, 이는 플레이어가 낮은 에지 게임을 플레이하는 것을 제한하거나 '무위험' 플레이(예를 들어 룰렛에서 빨간색과 검은색 모두에 베팅)를 제한하여 보너스가 고려된 후 보장된 이익으로 베팅 요건을 완료하는 것을 막기 위함이다.

### 환영 보너스
환영 보너스는 카지노 또는 카지노 그룹에서 처음으로 입금한 금액에 대한 입금 매칭 보너스이다. 환영 보너스는 때때로 패키지로 제공되며 처음 두세 번의 입금에 매칭될 수 있다(첫 입금 환영 보너스, 두 번째 입금 환영 보너스 등). 또한 환영 슬롯 보너스 또는 환영 테이블 게임 보너스와 같이 특정 게임과 연관될 수도 있다. 카지노는 표준 금액 한도를 초과하는 초기 입금을 하는 하이 롤러에게도 환영 보너스를 제공할 수 있다.

### 추천 보너스
추천 보너스에는 추천받은 사람을 위한 보너스와 추천한 사람을 위한 보너스 두 가지가 있다. 추천받은 사람은 카지노에 계정을 등록하고 추천한 사람을 언급하면 보너스를 받는다. 추천한 사람은 추천받은 사람이 입금 및 일정 횟수 베팅과 같은 모든 요구 사항을 완료하면 보너스를 받는다.

### 캐시백 또는 보험 보너스
캐시백 또는 보험 보너스는 플레이어의 이전 게임 활동에서 발생한 모든 손실의 일정 비율로 제공된다. 일반적으로 보너스와 매칭되지 않은 입금액만 이 보너스에 포함된다. 하나 이상의 온라인 카지노에서 플레이하는 동안 발생한 손실을 기반으로 카지노 캐시백 결제를 제공하는 웹사이트도 있다. 이러한 유형의 캐시백 거래는 일반적으로 해당 특별 캐시백 제안을 제공하는 카지노 포털에 의해 플레이어에게 다시 지급된다.

### 무입금 보너스
가장 인기 있는 보너스 형태는 플레이어 자신의 돈을 입금할 필요 없이 청구할 수 있는 보너스로, 무입금 보너스라고 알려져 있다. 이러한 보너스는 새로운 플레이어를 유치하고자 하는 카지노가 획득 도구로 사용한다. 무입금 보너스는 아래 예시에서 알 수 있듯이 항상 실제 현금 형태를 취하지는 않는다.

### 현금화 불가능 보너스
현금화 불가능 보너스는 "고정" 또는 "유령" 보너스라고 불릴 수 있다. 두 경우 모두 보너스는 플레이어 잔액의 일부를 구성하지만 현금으로 인출할 수 없다. 현금화 가능 보너스와 유령 보너스의 차이는 출금 시점에 발생한다. 유령 보너스는 플레이어가 출금 요청을 하는 순간 플레이어의 잔액에서 차감된다. 예를 들어, 플레이어가 $100를 입금하고 $100를 받아 플레이하여 베팅을 $150에서 완료했다면, 보너스가 고정이라면 플레이어는 $50만 인출할 수 있다. 보너스가 현금화 가능하다면 전체 잔액을 인출할 수 있다.

### 컴프 포인트
컴프 포인트는 육상 카지노에서 흔히 사용되지만 온라인에서도 존재한다. 컴프 포인트는 일반적으로 현금, 상품 또는 다른 컴프로 교환될 수 있다. 베팅당 주어지는 현금 금액은 일반적으로 매우 적으며 종종 게임 선택에 따라 달라진다. 카지노는 슬롯에 $10를 베팅할 때마다 3점의 컴프 포인트를, 블랙잭에 $10를 베팅할 때마다 1점의 컴프 포인트를 제공할 수 있다. 카지노는 컴프 포인트 100점당 $1를 줄 수 있다. 이 예시는 슬롯 베팅의 0.3%, 블랙잭 베팅의 0.1%를 돌려주는 것과 같다. 또한 온라인 카지노는 온라인 승자전 무료 티켓, 무료 온라인 슬롯, 기타 특별 이벤트 티켓, 추가 보너스, 기념품, 환급 등과 같은 컴프를 제공할 수 있다.

### 보너스 헌팅
보너스 헌팅(보너스 배깅 또는 보너스 호링이라고도 함)은 카지노, 스포츠북, 포커 룸 보너스 상황에서 수학적으로 이익을 얻는 것이 가능한 어드밴티지 도박의 일종이다. 예를 들어, 블랙잭의 하우스 에지는 대략 0.5%이다. 플레이어가 $100의 현금화 가능한 보너스를 제안받았고, 0.5%의 하우스 에지를 가진 블랙잭에 $5000를 베팅해야 한다면, 예상 손실은 $25이다. 따라서 플레이어는 $100 보너스를 청구한 후 $75의 예상 이익을 얻게 된다.

### 분쟁
온라인 카지노 분쟁의 상당 부분은 보너스와 관련되어 있다. 카지노는 보너스를 사용하여 승리한 플레이어를 "보너스 남용자"로 분류할 수 있다. 플레이어와 카지노 모두 사기를 저지를 수 있다. 플레이어 사기의 예로는 여러 계정을 만들고 해당 계정을 사용하여 가입 보너스를 여러 번 청구하는 것이 있다. 카지노 사기의 예로는 플레이어가 베팅 요건을 완료한 후 보너스 약관을 변경하고 플레이어에게 새로운 보너스 약관을 충족하도록 요구하는 것이 있다.

## 합법성
온라인 도박 관련 법률은 산업 발전의 기반이 되는 기술의 급속한 발전으로 인해 종종 허점을 가지고 있다. 벨기에, 캐나다, 핀란드, 스웨덴, 폴란드 등 일부 국가에는 국영 도박 독점이 있으며 외국 카지노 운영자에게는 라이선스를 부여하지 않는다. 이들 국가의 법률에 따르면, 해당 국가 영토에서 라이선스를 받은 운영자만이 합법적으로 간주될 수 있다. 동시에 이들은 외국 카지노 운영자를 기소할 수 없으며 단지 그들의 사이트를 차단할 수 있을 뿐이다. 이들 국가의 플레이어는 처벌받지 않으며 접근할 수 있는 모든 사이트에서 도박을 할 수 있다.

### 호주
호주의 대화형 도박법 2001(IGA)은 전 세계 어디에서든 운영자가 호주에 있는 사람들에게 온라인 카지노 게임을 제공하는 것을 범죄로 규정한다. 이는 온라인 도박 사이트 운영자만을 대상으로 하므로, 호주 플레이어가 온라인 카지노에 접속하여 도박을 하는 것은 불법이 아니라는 흥미로운 상황을 초래한다. IGA에 따라 기소된 운영자는 한 번도 없으며 많은 온라인 카지노가 호주 고객을 받고 있다. 2016년 6월, 사우스오스트레일리아 주 정부는 2014년 영국 POCT를 모델로 한 15%의 소비지세(POCT)를 도입한 세계 최초의 주 또는 준주가 되었다.

### 벨기에
벨기에 도박법은 2011년 1월에 발효되었으며, 매우 엄격한 조건과 감시 하에서만 온라인 도박을 허용한다.
2024년 현재, 벨기에는 벨기에 도박 위원회(Belgian Gaming Commission)가 관리하는 엄격한 도박 규제 프레임워크를 시행하고 있다. 이 프레임워크는 육상 및 온라인 도박 모두를 포괄하며, 라이선스, 소비자 보호, 책임감 있는 도박 관행에 중점을 둔다. 온라인 운영자는 합법적으로 운영하기 위해 육상 카지노와 협력해야 하며, 벨기에는 온라인 도박을 통제하기 위해 승인된 사이트를 위한 "화이트리스트"와 승인되지 않은 사이트를 위한 "블랙리스트"를 사용한다. 위원회는 운영자가 도박 기회와 도박 관련 문제 예방의 균형을 맞추도록 설계된 법률을 준수하도록 보장한다.

### 캐나다
캐나다 형법은 주 정부와 주 정부가 허가한 자선 단체만이 캐나다에서 카지노를 운영할 수 있다고 명시한다. 또한 거주자들이 주 정부가 허가하거나 운영하지 않는 복권 제도, 확률 게임 또는 도박 활동에 참여하는 것을 금지한다. 2010년, 브리티시컬럼비아 복권공사는 캐나다 최초의 합법적인 온라인 카지노인 플레이나우를 출시했으며, 이는 브리티시컬럼비아주 거주자들이 이용할 수 있고, 나중에는 매니토바주와 서스캐처원주로 확대되었다. 퀘벡주는 로토 퀘벡을 통해 유사한 에스파스쥬를 운영하며, 온타리오주는 온타리오 복권 및 게임공사(OLG)를 통해 플레이OLG를 운영한다.
퀘벡의 카나와케 원주민은 1996년부터 카나와케 게임법에 따라 자체 게임 위원회를 운영해왔다. 이들은 태고적부터 존재해왔으며, 최근 캐나다 1982년 헌법법 35(1)항에서 인정되고 확정된 모호크족 또는 "원주민 권리"의 일부로 법을 제정할 관할권을 주장했다. 2010년 현재, 이들은 거의 350개의 도박 웹사이트를 허가하고 호스팅했으며, 그들의 활동은 캐나다 또는 다른 관할권의 법률에 따라 이의 제기를 받은 적이 없다.
2022년 온타리오 주 주류 및 게임 위원회는 게임 제공업체가 아이게이밍 온타리오(iGaming Ontario)의 라이선스 하에 온라인 도박 사이트를 운영할 수 있도록 허용했다.

### 독일
독일 16개 주 간의 도박에 관한 독일 주 계약(독일어: Glücksspielstaatsvertrag)은 2008년에 비준되었고 2012년에 채택되었다. 이 계약은 온라인 도박에 대한 제한적인 규제를 하며, 몇몇 상업적 제공업체에 대한 제한적인 예외를 제외하고 공공 도박에 대한 기본적인 국가 독점을 포함한다. 이러한 규정에 위배되는 온라인 도박 및 기타 형태의 공공 도박은 독일에서 불법이다. 주 계약, 더 관대한 EU 법률과 대조되는 그 시행, 그리고 가능한 추가 변경 사항은 대중, 정치, 법원에서 논란이 되어 왔다.

### 인도
온라인 도박은 마하라슈트라주에서 "봄베이 내기법"에 따라 불법이다. 온라인 도박을 다루는 가장 최근의 법은 연방 정보 기술 규칙으로, 인도 내 인터넷 제공업체에서 그러한 불법 활동이 차단될 수 있다. 또 다른 법은 1867년 공공 도박법이다. 그러나 이 법은 "온라인 카지노"에 대해 구체적으로 언급하지 않는다. 주들은 자체 권한으로 운영하는 경향이 있다. 인도에서 활동하는 온라인 카지노는 국제 운영자에 의해 운영된다.
인도의 온라인 도박 법적 문제는 인도의 도박이 다른 주법에 의해 규제되고 온라인 도박이 중앙 주제이기 때문에 복잡한 성격을 띤다. 인도 정부의 입장을 확인하기 위해 인도 대법원은 이와 관련하여 중앙 정부의 의견을 구했지만 중앙 정부는 이를 거부했다. 이로 인해 러미, 포커 등 온라인 카드 게임을 플레이하는 것이 법적으로 위험해졌다.

### 영국
영국에서는 도박법 2005가 온라인 도박의 모든 사항을 규율하며, 온라인 베팅 사이트가 영국 시민에게 온라인 베팅을 제공하기 위해 원격 도박 라이선스를 취득하도록 허용한다. 2014년, 영국 정부는 2005년 원본 법률에 추가하여 영국 플레이어를 대상으로 하는 해외 온라인 도박 운영자가 영국 라이선스를 취득하도록 요구하는 도박법 2014를 제정했다. 새로운 규정은 운영자가 15%의 소비지세(POCT)를 지불하도록 요구했는데, 이는 일부 운영자가 영국 제도에서 대규모로 이탈하는 계기가 되었다. 그러나 영국이 온라인 도박의 주요 시장이었기 때문에 대부분의 경우 이러한 이탈은 오래가지 않았고, 이점이 걸림돌보다 더 컸다.
2019년 영국 도박 위원회(UKGC)는 공정성과 투명성을 높이는 것을 목표로 미성년자 도박을 줄이기 위해 온라인 및 모바일 카지노에 적용되는 일련의 새로운 조치를 발표했다. 새로운 조치는 카지노가 사용자의 신원과 연령을 확인해야 도박을 할 수 있도록 요구한다.

### 스페인
2024년 현재, 스페인의 도박은 2011년 스페인 도박법에 따라 합법이며 규제되고 있으며, 이는 온라인 및 오프라인 도박 활동을 모두 감독한다. 이 법안은 운영자가 도박 규제 총국(DGOJ)으로부터 서비스를 제공하기 위한 라이선스를 취득하도록 요구한다. 이 법은 연령 확인 및 자기 배제 프로그램을 포함하여 책임감 있는 도박을 강조한다. 국가 규정이 일반적인 틀을 제공하지만, 일부 스페인 지역은 국가의 분권화된 거버넌스를 반영하여 추가 규칙을 부과할 수 있다. 도박 상금은 과세 대상이며, 조건은 금액 및 게임 유형에 따라 달라진다.

### 아르헨티나
2024년 현재, 아르헨티나의 도박 규제는 주로 지방 수준에서 관리되며, 23개 주와 부에노스아이레스 자치시가 각자의 규칙을 정한다. 이로 인해 전국적으로 다양한 도박법이 존재한다. 세금 및 주간 도박에 대한 국가적 감독은 존재하지만, 온라인 도박에 대한 통일된 연방 규정은 없으며, 각 주에 맡겨져 있다. 운영자는 책임감 있는 도박 조치를 포함하여 지역 라이선스를 취득하고 지역 지침을 따라야 한다. 분권화된 시스템은 도박 세금을 통해 소비자를 보호하고, 문제 도박을 해결하며, 지역 경제를 지원하는 것을 목표로 한다.

### 미국
미국에서 온라인 도박의 합법성은 논쟁의 여지가 있으며 주마다 다를 수 있다. 불법 인터넷 도박 집행법 2006 (UIGEA)은 은행 및 결제 처리자가 연방 또는 주법에 따라 불법인 인터넷 도박 사이트와 거래하는 능력을 제한한다. 그러나 인터넷 기반 도박 사이트의 합법성 여부를 정의하지는 않는다. 일반적으로 연방 전신법이 모든 형태의 온라인 도박을 금지한다고 가정했다. 그러나 2011년 12월, 미국 법무부는 전신법이 스포츠 베팅 사이트에만 적용되며 온라인 카지노, 포커 또는 복권 사이트에는 적용되지 않는다고 명확히 하는 성명을 발표하여 합법성 정의를 개별 주에 맡겼다. 네바다, 델라웨어, 뉴저지와 같은 특정 주들은 온라인 도박을 합법화하고 규제하는 과정을 시작했으며, 규제는 주별로 계속될 것으로 예상된다.

## 같이 보기
- 병적 도박
- eCOGRA
- 온라인 도박